# Осмій самородний

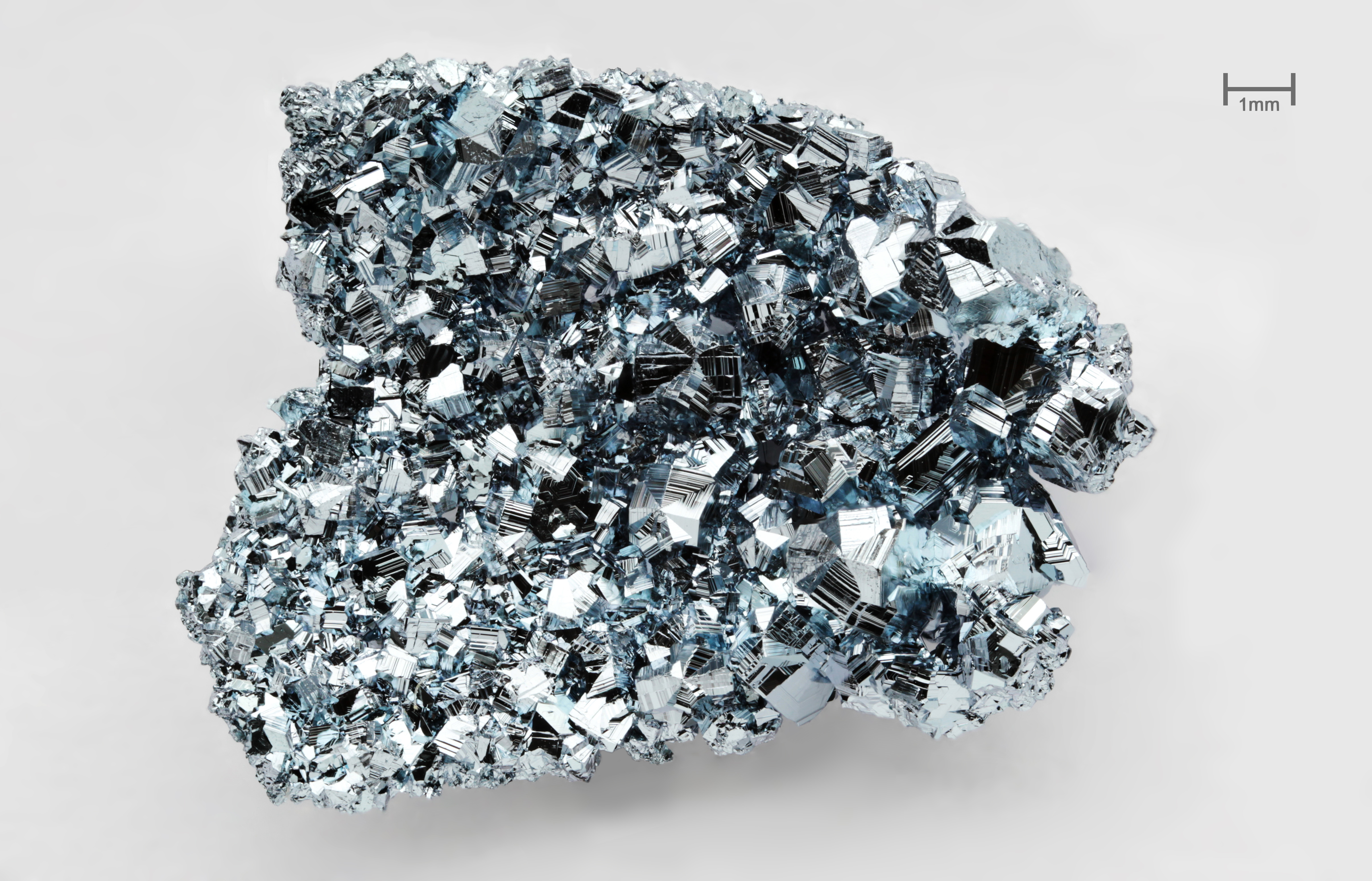
Кристали осмію

Осмій самородний — самородний метал — Os.

## Загальний опис
Сингонія гексагональна. Дигексагонально-дипірамідальний вид. У чистому вигляді в природі невідомий. Утворює інтерметалічну сполуку з іридієм.
Зустрічається в самородній платині. Дуже твердий і крихкий метал, має найбільшу з усіх відомих речовин густину — 22,48.
Від грецьк. «осме» — запах (S.Tennant, 1804).

## Різновиди
Розрізняють:
- осмій іридіїстий (сисертськіт).